# Charlot muzicant
Charlot muzicant (în engleză The Vagabond) este un film american de comedie din 1916 produs de Henry P. Caulfield și scris și regizat de Charlie Chaplin. În alte roluri interpretează actorii Edna Purviance, Leo White și Eric Campbell.

## Prezentare
Povestea începe cu Charlie, vagabondul, care ajunge într-un bar, cântă la o vioară pentru a strânge bani și provoacă o rivalitate cu muzicienii concurenți. Acest lucru are ca rezultat o ceartă în bar și haos comic.Rătăcindu-se în apropierea unei rulote de țigani din țară, o întâlnește pe frumoasa, deși rătăcită, Edna. O distra cu vioara lui. Ea a fost răpită și abuzată de țigani, principalul dintre ei Eric Campbell, care o biciuiește fără milă. Charlie vine în ajutorul ei și îi dă peste cap pe chinuitorii cu un băț înainte de a pleca cu ea într-un cărucior comandat. Dragostea se dezvoltă între ei în timp ce Charlie îi spală pe Edna într-un castron și își pieptănează părul. El face micul dejun în timp ce ea merge să aducă apă. Pe drum, Edna întâlnește un artist căruia îi lipsește inspirația. Edna este muza lui și o pictează, inclusiv semnul ei unic de naștere în formă de trifoi. Edna se îndrăgostește de el și îl aduce înapoi la căruța unde cei doi vorbesc, în timp ce Charlie este ignorat. Artista pleacă și ea rămâne blocată cu Charlie.Pictura rezultată este văzută de mama fetei care recunoaște semnul neobișnuit din naștere și se grăbește cu artistul să-și salveze fiica. Ei o găsesc cu Charlie, care refuză plata de la mamă și își ia rămas-bun trist. Edna este condusă într-o limuzină împreună cu mama ei, alții și artistul - doar pentru a realiza că îl iubește pe Charlie. Ea ordonă mașinii să treacă înapoi și să-l ia cu ea.

## Distribuție
- AdvertisingCharles Chaplin - Saloon Violinist
- Edna Purviance - Gypsy Drudge
- Eric Campbell - Gypsy Chieftain
- Leo White - Old Jew/Gypsy Woman
- Lloyd Bacon - Artist and Gypsy
- Charlotte Mineau - Girl's Mother
- Albert Austin - Trombonist

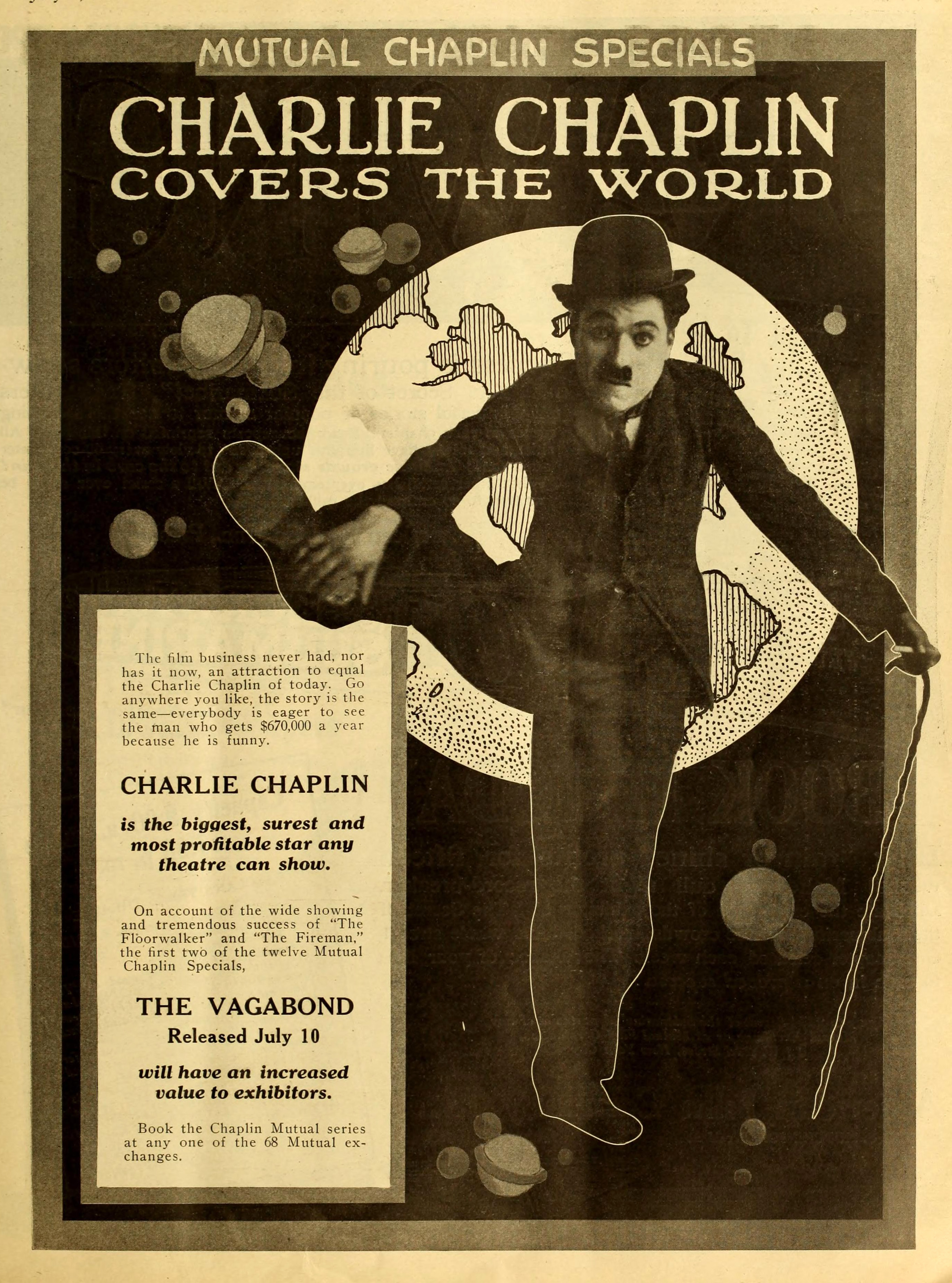
Advertising

- John Rand - Trumpeter, Band Leader
- James T. Kelley - Gypsy and Musician
- Frank J. Coleman - Gypsy and Musician